# Yungblud
Dominic Richard Harrison (Doncaster, Inglaterra, 5 de agosto de 1997), conocido profesionalmente como YUNGBLUD, es un rockero, compositor, músico y cantante británico.
Yungblud se ha expresado a través de su música como «un artista con conciencia social, sin miedo de mostrar canciones de protesta de género».
Sus canciones empezaron a tener popularidad en 2017, cuando su estilo fue descrito como «el volcán de poesía suburbana de Jamie y Arctic Monkeys más jóvenes, fusionados con un toque sano de ska y espíritu de hip-hop». Yungblud colaboró con Charlotte Lawrence para la canción "Falling Skies", presentada en la banda sonora de la segunda temporada de 13 Reasons Why. Su álbum debut fue lanzado el 6 de julio de 2018.

## Biografía
Dominic Richard Harrison nació el 5 de agosto de 1997, en Doncaster (Inglaterra).
Su madre, Sam Harrison, es ama de casa; y su padre, Justin Harrison, dueño de una tienda de guitarras. Tiene dos hermanas menores, Jemima Rose Harrison e Isabella Harrison. Su abuelo, Rick Harrison, actuó con T. Rex en la década de 1970. Harrison estudió teatro en Arts Educational Schools, Londres, antes de comenzar su carrera musical. El apodo de YUNGBLUD viene de su juventud, dice que el productor le dijo "young blood" que traducido es "sangre joven" y se lo dijo gracias a que él fue la persona más joven con la que trabajó su director
Ha declarado que sus mayores influencias para su música son The Beatles, Ozzy Osbourne, Bob Dylan, Guns N' Roses, Eminem y The Clash.

## Discografía

### Álbumes
| Título                 | Detalles | Posiciones |
| Título                 | Detalles | AUS        |
| ---------------------- | --- | ---------- |
| 21st Century Liability | - Fecha de lanzamiento: 6 de julio de 2018 - Sello discográfico: Locomotion, Geffen - Formato: descarga digital, CD, vinilo                         | 97         |
| weird!                 | - Fecha de lanzamiento: 4 de diciembre de 2020 - Sello discográfico: Locomotion, Geffen, Interscope - Formato: descarga digital, CD, vinilo, casete | _          |
| Yungblud               | - Fecha de lanzamiento: 2 de septiembre de 2022 - Sello discográfico: Locomotion, Geffen - Formato: descarga digital, CD, vinilo, casete            | _          |
| Idols                  | - Fecha de lanzamiento: 20 de junio de 2025 - Sello discográfico: Locomotion, Geffen - Formato: descarga digital, CD, vinilo, casete                | _          |

### Álbumes en vivo
| Título                     | Detalles |
| -------------------------- | --- |
| Yungblud (Live in Atlanta) | - Lanzamiento: 22 de marzo de 2019 - Sello discográfico: Locomotion, Geffen - Formato: descarga digital, CD, vinilo |

### Extended Plays
| Título                             | Detalles |
| ---------------------------------- | --- |
| 21st century liability             | - Lanzamiento: 13 de enero de 2018 - Sello discográfico: Locomoción, Geffen - Formato: descarga digital               |
| 21st century liability (Unplugged) | - Lanzamiento: 10 de agosto de 2018 - Sello discográfico: Locomotion, Geffen - Formato: descarga digital.             |
| The Underrated Youth               | - Lanzamiento: 18 de octubre de 2019 - Sello discográfico: Locomotion, Geffen - Formato: descarga digital, CD, vinilo |
| a weird! af halloween              | - Lanzamiento: 30 de octubre de 2020 - Sello discográfico: Universal Music Group - Formato: descarga digital, CD      |
| a weird! af valentine's day        | - Lanzamiento: 14 de febrero de 2021 - Sello discográfico: Universal Music Group - Formato: descarga digital, CD      |

### Sencillos
| Título                                                                      | Año  | Posiciones | Posiciones | Posiciones | Posiciones | Posiciones | Posiciones | Certificaciones                          | Álbum                    |
| Título                                                                      | Año  | UK         | AUS        | IRE        | NZ Hot     | US Alt.    | US Rock    | Certificaciones                          | Álbum                    |
| --------------------------------------------------------------------------- | ---- | ---------- | ---------- | ---------- | ---------- | ---------- | ---------- | ---------------------------------------- | ------------------------ |
| "King Charles"                                                              | 2017 | —          | —          | —          | —          | —          | —          |                                          | Yungblud                 |
| "I Love You, Will You Marry Me"                                             | 2017 | —          | —          | —          | —          | 26         | —          |                                          | Yungblud                 |
| "Tin Pan Boy"                                                               | 2017 | —          | —          | —          | —          | —          | —          |                                          | Yungblud                 |
| "Polygraph Eyes"                                                            | 2018 | —          | —          | —          | —          | —          | —          |                                          | Yungblud                 |
| "Anarchist"                                                                 | 2018 | —          | —          | —          | —          | —          | —          |                                          | Yungblud                 |
| "21st Century Liability"                                                    | 2018 | —          | —          | —          | —          | —          | —          |                                          | 21st Century Liability   |
| "Psychotic Kids"                                                            | 2018 | —          | —          | —          | —          | —          | —          |                                          | 21st Century Liability   |
| "California"                                                                | 2018 | —          | —          | —          | —          | —          | —          |                                          | 21st Century Liability   |
| "Medication"                                                                | 2018 | —          | —          | —          | —          | —          | —          |                                          | 21st Century Liability   |
| "Kill Somebody"                                                             | 2018 | —          | —          | —          | —          | —          | —          |                                          | 21st Century Liability   |
| "Loner"                                                                     | 2019 | —          | —          | —          | —          | —          | —          |                                          | Sin Álbum                |
| "11 Minutes" (with Halsey featuring Travis Barker)                          | 2019 | 59         | 23         | 41         | —          | 18         | 5          | - ARIA: Platinum - MC: Gold              | Sin Álbum                |
| "Parents"                                                                   | 2019 | —          | —          | —          | —          | —          | 43         |                                          | The Underrated Youth     |
| "I Think I'm Okay" (with Machine Gun Kelly and Travis Barker)               | 2019 | 90         | 59         | 56         | 14         | 18         | 4          | - ARIA: Gold - MC: Gold - RIAA: Platinum | Hotel Diablo             |
| "Hope for the Underrated Youth"                                             | 2019 | —          | —          | —          | —          | —          | —          |                                          | The Underrated Youth     |
| "Die a Little"                                                              | 2019 | —          | —          | —          | —          | —          | 41         |                                          | 13 Reasons Why: Season 3 |
| "Original Me" (ft Dan Reynolds)                                             | 2019 | —          | —          | —          | 20         | 20         | 7          |                                          | The Underrated Youth     |
| "Tongue Tied" (with Marshmello and Blackbear)                               | 2019 | 62         | —          | 63         | 12         | —          | 3          |                                          | Sin Álbum                |
| "Weird!"                                                                    | 2020 | —          | —          | —          | —          | —          | 32         |                                          | Weird!                   |
| "Strawberry Lipstick"                                                       | 2020 | —          | —          | —          | —          | —          | —          |                                          | Weird!                   |
| "Lemonade" (with Denzel Curry)                                              | 2020 | —          | —          | —          | —          | —          | —          |                                          | Sin Álbum                |
| "God Save Me, But Don't Drown Me Out"                                       | 2020 | —          | —          | —          | —          | —          | —          |                                          | Weird!                   |
| "—" Denota libera aquello no gráfico o no fue liberado en aquel territorio. |      |            |            |            |            |            |            |                                          |                          |

Colaboraciones
| Título                                              | Año  | Álbum                                                                        |
| --------------------------------------------------- | ---- | ---------------------------------------------------------------------------- |
| "Tell It Like It Is" (ft. Bring Me The Horizon)     | 2016 | The Lodge (música de un programa de TV)                                      |
| "Falling Skies" (ft. Charlotte Lawrence)            | 2018 | 13 Reasons Why: Segunda temporada (música de la serie original)              |
| "Time in a Bottle"                                  | 2019 | Fast and Furious Presents: Hobbs & Shaw (Original Motion Picture Soundtrack) |
| ''Die A Little''                                    | 2019 | 13 Reasons Why: Tercera temporada (música original)                          |
| "City of Angels (Remix)" (ft. 24kGoldn)             | 2020 | Sin Álbum                                                                    |
| "Obey" (ft. Bring Me The Horizon)                   | 2020 | Post Human: Survival Horror                                                  |
| "body bag" (ft. Machine Gun Kelly & Bert McCracken) | 2020 | Tickets To Mt Downfall (SOLD OUT Deluxe)                                     |
| "Patience" (ft. KSI & Polo G)                       | 2021 | All Over The Place                                                           |
| "FREAK" (ft. Demi Lovato)                           | 2022 | Holy Fvck                                                                    |
| "I'm A Mess" (ft. Avril Lavigne)                    | 2022 | "I'm a Mess"                                                                 |

## Filmografía

### Vídeos musicales
| Año  | Título                                                     | Director                       |
| ---- | ---------------------------------------------------------- | ------------------------------ |
| 2017 | "King Charles"                                             | Yungblud                       |
| 2017 | "I Love You, Will You Marry Me"                            | Yungblud                       |
| 2017 | "Tin Pan Boy"                                              | Yungblud                       |
| 2018 | "Polygraph Eyes"                                           | Yungblud                       |
| 2018 | "Psychotic Kids"                                           | Yungblud                       |
| 2018 | "California"                                               | Yungblud                       |
| 2018 | "Medication"                                               | Yungblud                       |
| 2018 | "Falling Skies" (con Charlotte Lawrence)                   | Yungblud                       |
| 2018 | "Kill Somebody"                                            | Yungblud                       |
| 2019 | "Loner"                                                    | Yungblud                       |
| 2019 | "11 Minutes (con Halsey y Travis Barker)                   | Colin Tilley                   |
| 2019 | "Parents"                                                  | Miles & AJ                     |
| 2019 | "I Think I'm OKAY" (con Machine Gun Kelly y Travis Barker) | Andrew Sandler                 |
| 2019 | "Hope for the Underrated Youth"                            | Andrew Sandler                 |
| 2019 | "Original Me" (con Dan Reynolds)                           | Jordan Bahat                   |
| 2019 | "Die a Little"                                             | Andrew Sandler                 |
| 2019 | "Tongue Tied" (con Marshmello y Blackbear)                 | Christian Breslauer            |
| 2020 | "Weird!"                                                   | Tom Pallant/Yungblud           |
| 2020 | "Strawberry Lipstick"                                      | Christian Breslauer            |
| 2020 | "God Save Me, But Don't Drown Me Out"                      | Gavin Gottlich/Yungblud        |
| 2020 | "Cotton Candy"                                             | Tanu Muino                     |
| 2020 | "Mars"                                                     | Yungblud                       |
| 2021 | "Acting like that" (con Machine Gun Kelly y Travis Barker) | Gavin Gottlich & Ross Anderson |

|2022
|"The Funeral"
|-
|"Memories" (con WILLOW)
|-
|
|"Don't Feel Like Feeling Sad Today" 
|-
|"Tissues"

### Televisión
| Año  | Título    | Personaje | Notas       |
| ---- | --------- | --------- | ----------- |
| 2015 | Emmerdale | Matt      | 1 episodio  |
| 2016 | The Lodge | Oz        | 6 episodios |

## Premios y nominaciones
| Año                     | Premiación                | Categoría                  | Trabajo Nominado                 | Resultado   |                         |          |          |          |
| ----------------------- | ------------------------- | -------------------------- | -------------------------------- | ----------- | ----------------------- | -------- | -------- | -------- |
| 2019                    | NME Awards                | Best Music Video           | "Original Me" (ft. Dan Reynolds) | Ganador     |                         |          |          |          |
| 2019                    | NME Awards                | Best British Solo Act      | Él Mismo                         | Nominado    |                         |          |          |          |
| 2019                    | NME Awards                | Best Solo Act in the World | Él Mismo                         | Nominado    |                         |          |          |          |
| 2019                    | NME Awards                | Best Collaboration         | "Original Me" (ft. Dan Reynolds) | Nominado    |                         |          |          |          |
| 2020                    | MTV PUSH: Ones to Watch   | N/A                        | Él Mismo                         | Ganador     |                         |          |          |          |
| 2020                    | MTV Video Music Awards    | Mejor Artista Push         | Él Mismo                         | Nominado    |                         |          |          |          |
| 2020                    | MTV Europe Music Awards   | Mejor Artista Push         | Él Mismo                         | Ganador     |                         |          |          |          |
| 2020                    | MTV Europe Music Awards   | 2021                       | Él Mismo                         | BRIT Awards | Mejor Artista Masculino | Él Mismo | Nominado |          |
| MTV Europe Music Awards | Mejor Artista Alternativo | 2021                       | Él Mismo                         | BRIT Awards | Él Mismo                | Él Mismo | Ganador  |          |
| 2022                    | MTV Europe Music Awards   | 2021                       | Mejor Artista Alternativo        | BRIT Awards | Él Mismo                | Él Mismo | Él Mismo | Nominado |

Los 40 Music Awards 2022 --> Ganador del mejor artista revelación en categoría internacional.